# Camacinia gigantea
Camacinia gigantea är en trollsländeart som först beskrevs av Brauer 1867.  Camacinia gigantea ingår i släktet Camacinia och familjen segeltrollsländor. IUCN kategoriserar arten globalt som livskraftig. Inga underarter finns listade i Catalogue of Life.

## Bildgalleri

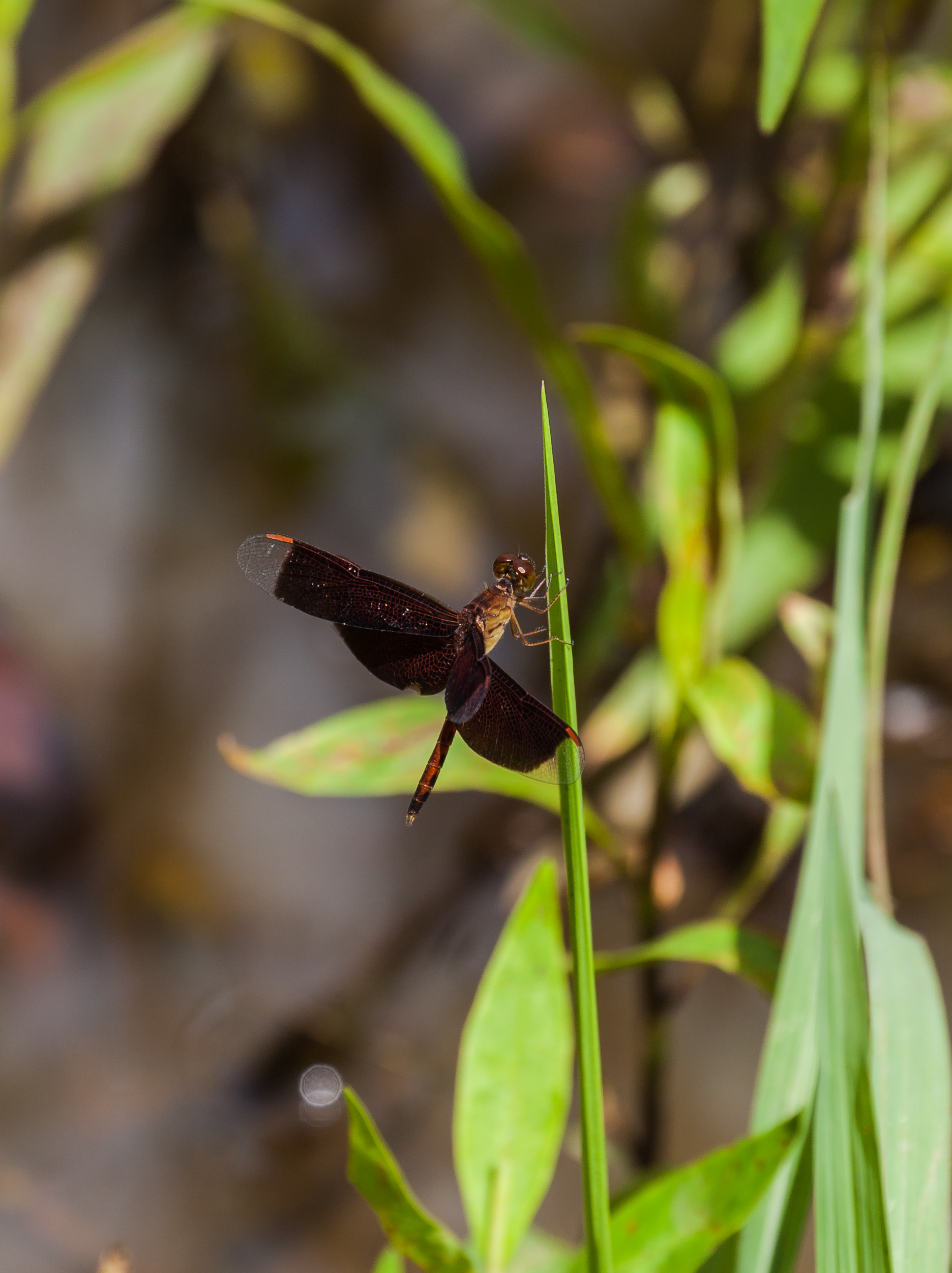
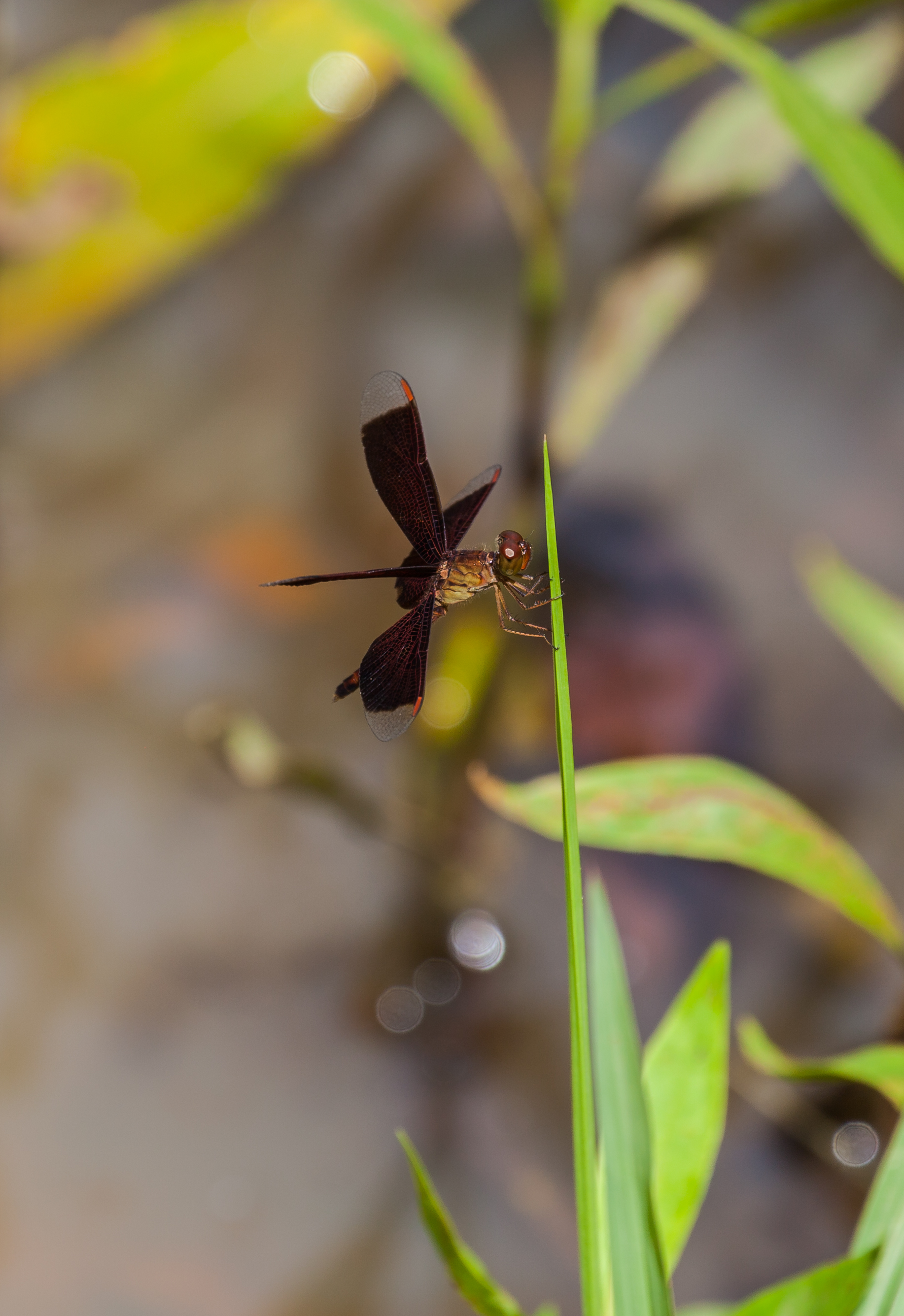
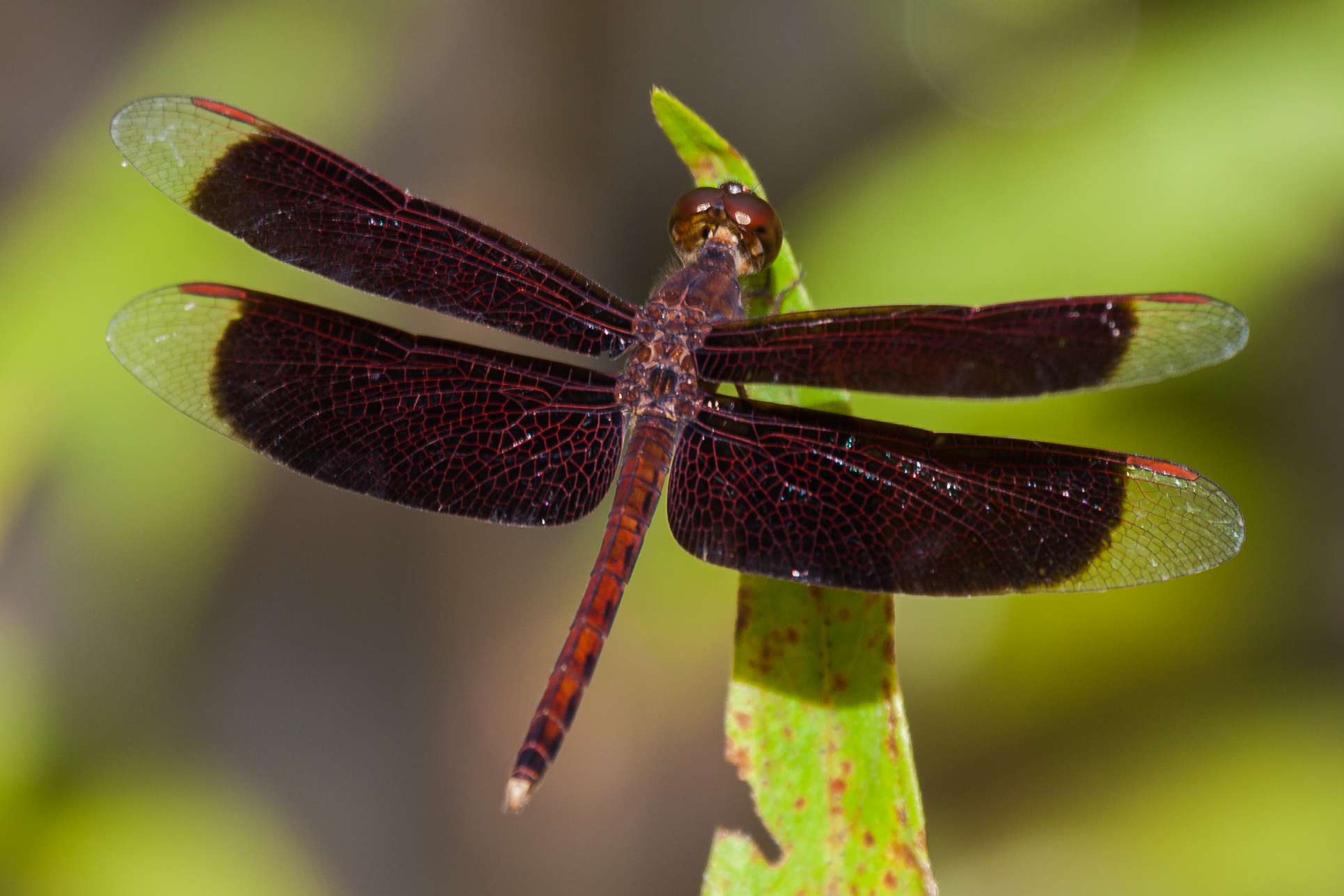